# Onida (Dél-Dakota)
Onida település az Amerikai Egyesült Államok Dél-Dakota államában, Sully megyében, melynek megyeszékhelye is. Lakosainak száma 666 fő (2020. április 1.).

## Népesség
A település népességének változása:

| 2010 | 658 |
| 2020 | 666 |